# Jordan Smith
Jordan Clifford Smith (ur. 8 grudnia 1994 roku w South Normanton w Anglii) – angielski piłkarz, zawodnik Nottingham Forest grający na pozycji bramkarza.

## Kariera klubowa

### Nottingham Forest
Przed tym jak został włączony do pierwszej drużyny Nottingham, Smith spędził wypożyczenia w Illkeston i Nuneaton Town. 11 lutego 2017 roku zaliczył swój oficjalny debiut w Nottingham, gdzie zastąpił kontuzjowanego Stephana Hendersona w 23. minucie meczu. 25 lutego zagrał w podstawowym składzie w zremisowanym 0:0 meczu z Wigan. 4 kwietnia podpisał nowy kontrakt do 2020 roku Jego dobra forma sprawiła, że stał się podstawowym bramkarzem.
7 maja 2017, podczas meczu ostatniej kolejki z Ipswich Town zaliczył dwie kapitalne interwencje, które menedżer Mark Warburton określił jako klasy światowej. Nottingham wygrał mecz 3:0 i utrzymał się w Championship.